# Anua obhaerens
Anua obhaerens là một loài bướm đêm trong họ Erebidae.